# Francis-Barnett

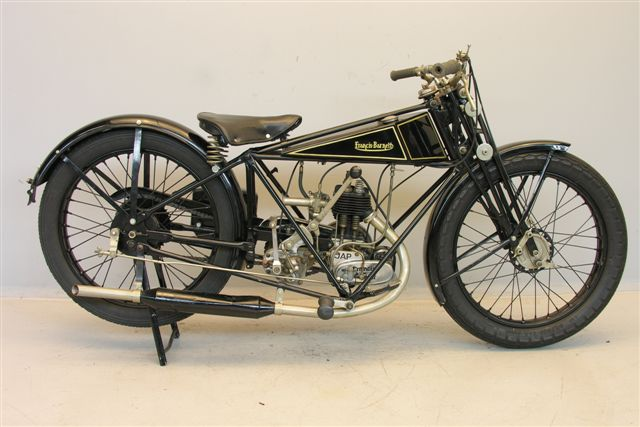
Eine frühe Francis-Barnett: 175 cm³ JAP-Motor (1926)

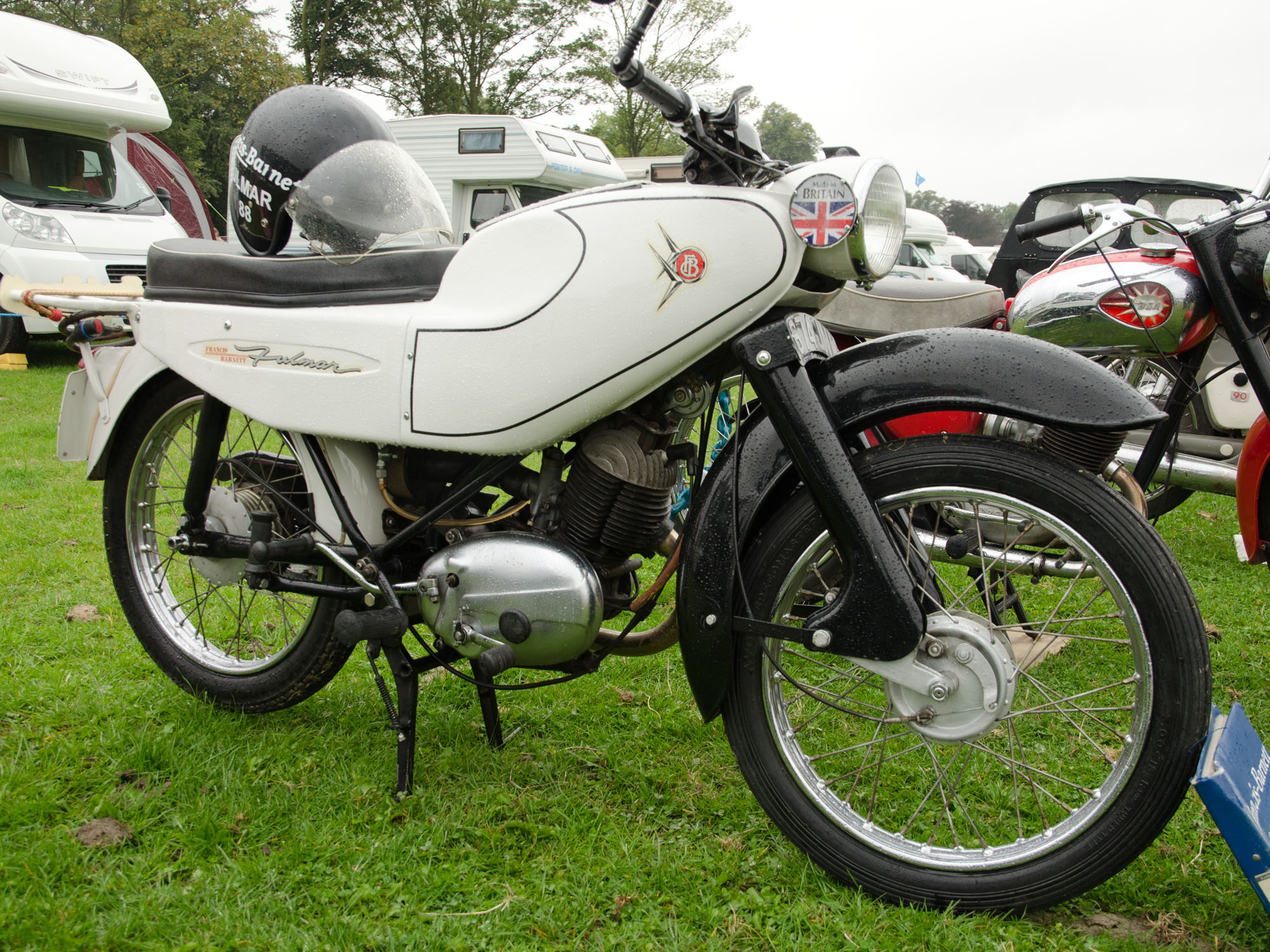
Spätes Modell: Francis Barnett Fulmar 88 (1964)

Francis-Barnett war ein britischer Motorradhersteller, der von 1919 bis 1966 in der Lower Ford Street in Coventry ansässig war.
Gegründet wurde das Unternehmen von Gordon Inglesby Francis und Arthur Barnett.
Man entwickelte einen Dreiecksrahmen aus geraden Rohren, die man mit einfachen Werkzeugen zusammenschrauben konnte. Viele der leichten Motorräder hatten Villiers-Zweitaktmotoren, später dann ähnliche Einbaumotoren von AMC. In den 1930er-Jahren baute das Unternehmen einen 250-cm³-Cruiser, eines der ersten Motorräder mit verkleidetem Motor. Die Verkleidung schützte den Fahrer von Öl und Schmutz.
1947 wurde Francis-Barnet von Associated Motor Cycles übernommen. Ab 1957 bildeten sie ein gemeinsames Unternehmen mit James. Das kombinierte Unternehmen produzierte noch bis 1966.
Ein Teil der Modelle wurde nach Vögeln benannt, z. B. Falcon (Falke), Hawk (Habicht), Kestrel (Turmfalke), Plover (Kiebitz) oder Snipe (Schnepfe).